# 罗米伊-拉皮特奈
罗米伊-拉皮特奈（法語：Romilly-la-Puthenaye，法語發音：[ʁɔmiji la pytnɛ]）是法国厄尔省的一个市镇，属于贝尔奈区。

## 历史
该市镇本名罗米伊（Romilly）。1846年，市镇布日（Bougy）与拉皮特奈（La Puthenaye）并入该市镇。

## 地理
罗米伊-拉皮特奈（49°0'8"N, 0°50'51"E）面积11.85 平方千米，位于法国诺曼底大区厄尔省，该省份为法国北部内陆省份，北起滨海塞纳省，西接奧恩省和卡爾瓦多斯省，南至厄尔-卢瓦省，东临瓦兹省、瓦兹河谷省和伊夫林省。
与罗米伊-拉皮特奈接壤的市镇（或旧市镇、城区）包括：巴尔凯、贝维尔拉康帕涅、科朗德尔-坎卡尔农、里勒河畔格罗莱、拉乌赛。
罗米伊-拉皮特奈的时区为UTC+01:00、UTC+02:00（夏令时）。

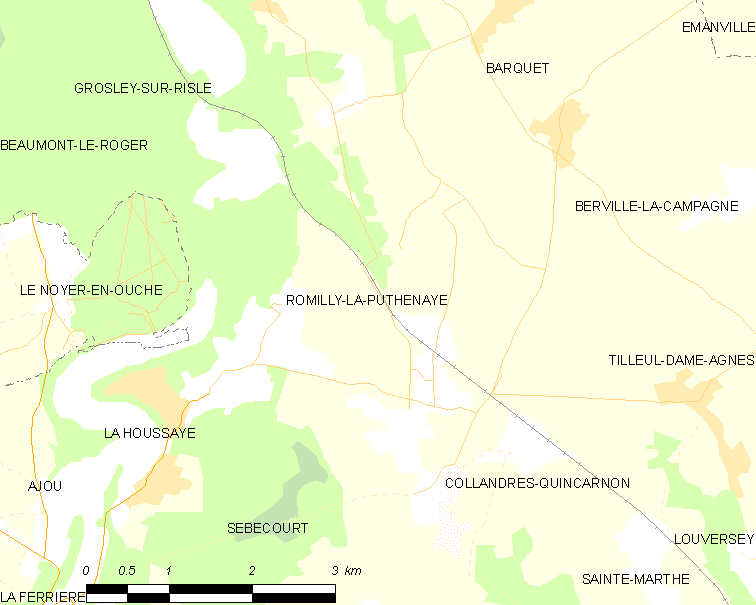
罗米伊-拉皮特奈的OSM定位图

## 行政
罗米伊-拉皮特奈的邮政编码为27170，INSEE市镇编码为27492。

## 政治
罗米伊-拉皮特奈所属的省级选区为布里奥讷县。

## 人口

1962-2008年间罗米伊-拉皮特奈人口变化图示

罗米伊-拉皮特奈于2022年1月1日时的人口数量为329人。